# تریپتوفان سنتاز
تریپتوفان سنتاز (انگلیسی: Tryptophan synthase) یا تریپتوفان سنتتاز نوعی آنزیم است که دو مرحله پایانی بیوسنتز تریپتوفان را کاتالیز می‌کند. این آنزیم به‌طور عمده در یوباکتری ها، آرکی باکتری ها، آغازیان و قارچها و گیاهان یافت می‌شود. این آنزیم در جانوران وجود ندارد. آنزیم تریپتوفان سنتاز معمولاً به شکل تترامر α۲β۲ دیده می‌شود. زیرواحد α تشکیل برگشت‌پذیر ایندول و گلیسر آلدئید ۳ فسفات را از ایندول ۳ گلیسرول فسفات کاتالیز می‌کند. زیرواحد β تولید تریپتوفان را از ایندول و سرین , در یک واکنش وابسته پیریدوکسال فسفات کاتالیز می‌کند.